# Isa pang bahaghari
Isa pang bahaghari è un film del 2020 diretto da Joel Lamangan, con protagonisti Nora Aunor, Phillip Salvador e Michael de Mesa.
È stato presentato alla 46ª edizione del Metro Manila Film Festival.

## Trama
Il sessantacinquenne ed ex marinaio Domeng ritorna nelle Filippine dopo tanti anni per rivedere la propria famiglia. Quest'ultima, a sua insaputa, crede che egli sia morto diverso tempo prima nell'esplosione di una nave in Messico. Dinnanzi alla reazione dei propri cari, l'uomo incontra dapprima il suo migliore amico Rey, un parrucchiere omosessuale e noto drag queen, il quale lo aveva aiutato a conquistare la moglie Lumen cinquanta anni prima a discapito dei propri sentimenti. Questa volta, tuttavia, i due amici incontrano non poche difficoltà nell'attirare l'attenzione della donna: Lumen è infatti caduta in povertà ed è paraplegica, fattori che ne hanno seriamente minato la salute psicofisica, oltre a dimostrarsi poco interessata a riallacciare il rapporto con il marito.
Lumen attribuisce la lunga assenza del marito ad una relazione extraconiugale e accusa l'uomo di aver abbandonato la propria famiglia. A ciò si aggiunge la rabbia nei confronti del padre di due dei tre figli, ancora più delusi e contrariati della stessa Lumen. Malgrado le sue precarie condizioni di salute, Domeng è determinato a tornare dai propri cari e, conscio di aver sbagliato tutto, riconquista la loro fiducia attraverso le sue azioni.

## Produzione
Gli attori Christopher de Leon e Tirso Cruz III, scelti nel 2019 dal regista Joel Lamangan per interpretare rispettivamente Domeng e Rey, sono stati poi sostituiti da Phillip Salvador e Michael de Mesa a causa di divergenze artistiche. Sia de Leon che Cruz hanno ricoperto ruoli importanti nella vita della protagonista Nora Aunor: il primo è stato suo marito dal 1975 al 1980, mentre con il secondo ha fatto parte del popolare tandem Guy and Pip tra la fine degli anni sessanta e l'inizio degli anni ottanta.

### Riprese
Le riprese del film si sono svolte a Cavite.

### Distribuzione
L'uscita cinematografica di Isa pang bahaghari, inizialmente prevista per il dicembre 2019 in concomitanza con la 45ª edizione del Metro Manila Film Festival, è stata poi posticipata all'edizione inaugurale del Metro Manila Summer Film Festival l'anno seguente. Il nuovo evento, tuttavia, è stata rinviato a causa della pandemia di COVID-19 e il film è stato infine distribuito in occasione della 46ª edizione del Metro Manila Film Festival.